# 배리 짐머만
배리 짐머만(Barry Zimmerman)은 미국의 심리학자, 교육심리학자이다. 교육심리학 및 교육공학에서 중요하게 다루어지는 자기조절학습 이론의 권위자이다.

## 같이 보기
- 자기 조절
- 교육심리학
- 학습동기
- 존 듀이
- 마리아 몬테소리
- 데일 슝크